# Arturo Michelini
Arturo Michelini (Firenze, 17 febbraio 1909 – Roma, 15 giugno 1969) è stato un politico e giornalista italiano.
Fu, dal 1948 fino alla morte, deputato del parlamento italiano per 5 legislature nelle file del Movimento Sociale Italiano, partito del quale fu tra i fondatori nel 1946 e segretario dal 1954 al 1969; fu anche direttore del Secolo d'Italia, organo di stampa ufficiale del partito.

## Biografia

### Adesione al fascismo
Figlio di Renato, un avvocato iscritto al Partito Liberale, e di Maria Castiglione, durante il fascismo prese parte alla guerra civile spagnola (1936-39) fra i fascisti italiani a sostegno del generale Francisco Franco e dello schieramento nazionalista. All'interno del Partito Nazionale Fascista arrivò a ricoprire la carica di vice-federale di Roma.
Aderente alla Repubblica Sociale Italiana, come fascista clandestino del gruppo "Onore", dopo la Liberazione continuò a sostenere i reduci dell'esperienza di Salò.

### Fondazione del MSI
Fu nel ristretto gruppo dei fondatori del Movimento Sociale Italiano. Il partito fu anzi fondato, il 26 dicembre 1946, proprio nel suo studio romano (era di professione assicuratore), con Giacinto Trevisonno primo segretario. Nel 1948 fu uno dei sei esponenti del MSI eletti alla Camera dei deputati.
Nei primi anni del partito, Michelini ne fu l'amministratore, collaborando con il segretario Augusto De Marsanich. La sua elezione a segretario nazionale, al congresso missino del 1954, si dovette certamente anche alla sua abilità nel procurare al partito i finanziamenti di cui esso aveva assoluto bisogno.

### Segretario del partito
Egli rappresentava la corrente nazional conservatrice filo-atlantica, legata ai ricordi del Ventennio e non a quelli, tragici e sanguinosi, del fascismo repubblicano (e al "fascismo delle origini" al quale esso s'ispirava), desiderosa d'inserire il partito nell'alveo della destra democratica, facilitandone in tal modo l'entrata nel contesto politico e parlamentare italiano di quegli anni, caratterizzati dalla guerra fredda e dal timore, dentro e fuori d'Italia, d'una presa del potere da parte dei comunisti.
I riferimenti (a volte peraltro solo cercati) di questa politica conservatrice, populista, non eversiva, erano sul piano politico interno i liberali, i monarchici, le correnti moderate e patriottiche della Democrazia Cristiana. Michelini fu però in ottimi rapporti politici sia con l'Argentina di Perón, che con la Spagna di Francisco Franco. Sia Perón sia Franco finanziarono il MSI micheliniano. Michelini espresse vicinanza, tra l'altro, oltre che al nazionalismo argentino peronista, a quello algerino e a quello egiziano di Nasser . Dal 1967, Michelini interpretò però l'intera questione vicino-orientale alla luce della contrapposizione tra rivoluzione mondiale comunista (Unione Sovietica) e anticomunismo internazionale (destre nazionali occidentali)
Alla corrente micheliniana si contrapponevano all'interno del Movimento Sociale soprattutto quanti, avendo partecipato alla guerra dalla parte della Repubblica Sociale, erano rimasti legati alle enunciazioni e alle suggestioni del Manifesto di Verona, costituente dell'ultimo stato fascista. Questa corrente di sinistra dell'MSI era  estremista quanto ai modi e ai metodi di lotta politica, tendenzialmente in opposizione alla borghesia, anticapitalista e socialisteggiante sul piano socioeconomico, adottando sul versante politico una prospettiva antistatunitense e contraria alla NATO, ma fu sempre politicamente ininfluente e poco concreta. Oltre che da figure come Giorgio Pini e Domenico Leccisi, tale corrente era guidata da Giorgio Almirante, che di Michelini fu per il principale avversario all'interno del partito.
Nel 1963, in occasione del VII congresso del Movimento Sociale Italiano, tenutosi a Roma, Michelini con la sua corrente "Concentrazione unitaria nazionale" sconfisse la minoranza di sinistra, guidata da Almirante e organizzatasi nella nuova corrente "Rinnovamento". Nel successivo VIII congresso del partito, celebratosi a Pescara nel 1965, pur con la dissidenza di Pino Romualdi, che presentò una propria mozione, si ebbe l'accordo tra Michelini e Almirante, i quali votarono una mozione unitaria. Michelini, con l'appoggio degli almirantiani, fu quindi rieletto segretario.

Arturo Michelini nel 1960 alla Tribuna politica

### La destra di governo
Negli anni cinquanta il MSI era al governo in diverse giunte di enti locali, tutte centro-meridionali: Napoli, Caserta, Lecce, Bari, Foggia, Reggio Calabria, Catania, Trapani, Latina, Pescara, Cosenza, Campobasso, Salerno. Il partito entrò nel governo della Regione siciliana, fino alla fase del milazzismo, tra il 1956 e il 1961, entrando in giunta, in taluni centri siciliani, anche col PCI.
Il tentativo di costruire in Italia una maggioranza politica di centro-destra, o addirittura di "Destra Nazionale" ebbe qualche concreta possibilità di successo sul finire degli anni cinquanta. Un momento decisivo per quella strategia (alla quale erano favorevoli, fra gli altri, certi settori confindustriali, le piccole borghesie agricole e certi ambienti cattolici) fu la drammatica e ambigua vicenda del governo Tambroni, che aveva l'appoggio esterno del MSI ma che cadde in seguito ai fatti di Genova del 30 giugno 1960. Il fallimento del tentativo di Tambroni, e la prevalenza, nella DC, delle correnti favorevoli all'apertura a sinistra, determinò, di lì a pochi anni (1962-63), la nascita del centro-sinistra, e, con essa, la definitiva sconfitta del progetto politico del Movimento Sociale "in doppiopetto" (per usare una diffusa metafora giornalistica) di Arturo Michelini. Arturo Michelini nonostante le precarie condizioni di salute seppe saldamente tenere le redini del partito, sostenuto del resto, negli ultimi anni, dallo stesso Almirante.
Era sempre segretario quando, per l'improvviso aggravarsi delle sue condizioni di salute, morì il 15 giugno 1969 in una clinica romana, a sessant'anni d'età. I funerali si svolsero il 17 giugno 1969 in una chiesa del quartiere Parioli, alla presenza dei vertici missini. Dopo la morte di Michelini, sia i romualdiani che la corrente missina "Destra Popolare" continuarono la pratica politica micheliniana.